# Большие Косичи
Больши́е Ко́сичи (бел. Вялікія Косічы) — деревня в Брестском районе Брестской области Белоруссии. Входит в состав Чернинского сельсовета. Население — 211 человек (2019).

## География
Деревня находится в 14,5 км по автодорогам к северо-востоку от центра города Брест и в 6,5 км по автодорогам к юго-востоку от центра сельсовета, агрогородка Черни. Рядом расположены деревни Братылово (на северо-востоке) и Малые Косичи (на юго-западе). Через деревню проходит железнодорожная магистраль Брест — Жабинка, но ж/д платформы в деревне нет, ближайшая платформа в деревне Кошелево в двух километрах от Больших Косичей. Местность принадлежит бассейну Вислы, вокруг деревни лежит сеть мелиоративных канав со стоком в реку Мухавец. Километром южнее деревни проходит автомагистраль М-1 (северное полукольцо вокруг Бреста).

## История
Деревня известна с XV века, до середины XVI века была дворянским имением в Трокском воеводстве, после административно-территориальной реформы в Великом княжестве Литовском середины XVI века вошла в состав Берестейского воеводства. В конце XV — начале XVI веков принадлежала Сологубовичам.
После третьего раздела Речи Посполитой (1795 год) в составе Российской империи, с 1801 года принадлежала Гродненской губернии. В середине XIX века — часть поместья Тришин, принадлежавшего Гутовским. В 1876 году — 37 дворов. В 1882 году жители Больших Косич и окружающих деревень построили здесь православную церковь с колокольней. В 1886 году в селе действовали волостная управа (с 1890 года — в деревне Черни), православная церковь, трактир. Работала церковно-приходская школа.
В 1905 году село с 214 жителями — центр Косичской волости Брестского уезда. Неподалёку находилось имение с 9 жителями. В Первую мировую войну с 1915 года село оккупировано германскими войсками. Согласно Рижскому мирному договору (1921) Большие Косичи вошли в состав межвоенной Польши, где были центром гмины Косичи Брестского повета Полесского воеводства. В 1921 году насчитывалось 10 дворов.
С 1939 года в составе БССР, в 1940 году — 29 дворов. В январе 1950 года организован колхоз имени Фрунзе, в 1969 году объединённый с совхозом «Молодая гвардия».

## Инфраструктура
Имеется магазин. Действуют молочно-товарная ферма, база отдыха «ProWeekend» вокруг затопленного карьера Косичи, транспортные компании «СаМоТранс» и «АльМаксТранс» у автодороги М-1.

## Население
На 1 октября 2018 года насчитывалось 183 жителя в 82 домохозяйствах, из них 34 младше трудоспособного возраста, 107 — в трудоспособном возрасте и 42 — старше трудоспособного возраста.